# 离穗薹草
离穗薹草（学名：Carex eremopyroides）为莎草科薹草属的植物。分布在蒙古、俄罗斯以及中国大陆的吉林、内蒙古、黑龙江等地，生长于海拔700米的地区，见于沼泽地、湖边或河岸边湿地，目前尚未由人工引种栽培。